# Burgstall Beigarten
Der Burgstall Beigarten, auch Burgstall Straßlach genannt, ist eine abgegangene Spornburg in Beigarten, einem Gemeindeteil der oberbayerischen Gemeinde Straßlach-Dingharting im Landkreis München. Die Anlage wird als Bodendenkmal unter der Aktennummer D-1-8034-0101 als „Burgstall des hohen Mittelalters“ geführt.

## Lage
Der Burgstall liegt etwa 500 Meter westlich der Ortschaft Beigarten am Isarhochufer auf einem Felsvorsprung aus Nagelfluh, der nach drei Seiten hin steil abfällt. Durch die Bewaldung des Isarhangs ist dieser Vorsprung kaum zu erkennen. Gegenüber dem Burgstall am linken Ufer der Isar liegt das Kloster Schäftlarn etwa einen Kilometer westlich des Burgstalls.

## Geschichte
1089 werden die Herren von Beigarten erstmals urkundlich erwähnt. Bereits damals dürfte eine erste Burganlage bestanden haben. 1184 und 1186 wird ein Konrad von Beigarten als Ministeriale von Freising genannt. 1239 wird von einem Wiederaufbau der Burg berichtet. 1276 starben die Herren von Beigarten aus. Das Burggelände fiel an das Kloster Schäftlarn, das die Burg absichtlich verfallen ließ.

## Beschreibung
Der ursprüngliche Burgplatz ist nur teilweise erhalten und zum Teil in das Isartal hinabgestürzt. Der Felssporn ist durch Erdwälle und Gräben von dem Hinterland abgetrennt. Das gesamte Gelände ist bewaldet.